# Charles Suarès
Pas d'image ? Cliquez ici

a Compétitions nationales et continentales officielles uniquement.

Charles Suarès, né le 13 juillet 1912 à Perpignan et mort le 23 mai 1996 à Prades, est un joueur de rugby à XV et de rugby à XIII évoluant au poste d'ailier dans les années 1930.
Sa carrière sportive est composée de deux phases. Il débute par la pratique du rugby à XV à l'USA Perpignan. Il change de code de rugby pour du rugby à XIII et rejoint le XIII Catalan de Perpignan remportant le Championnat de France en 1936 aux côtés de François Noguères, André Bruzy, Augustin Saltraille et Émile Bosc. Il remplace lors de cette finale Aimé Bardes blessé.

## Biographie
Il naît le 13 juillet 1912 à Perpignan. Son père, Pierre Suarès, est employé de chai et sa mère se prénomme Monique Sicart. Il est marié en la mairie de Perpignan du 6 février 1937 au 20 janvier 1948 à Inès Casse.

## Palmarès

### Rugby à XIII
- Collectif :
  - Vainqueur du Championnat de France : 1936 (XIII Catalan).
  - Finaliste du Championnat de France : 1937 (XIII Catalan).
  - Finaliste de la Coupe de France : 1935[2] et 1937 (XIII Catalan).

#### Statistiques
| Saison    | Saison       | Championnat           | Championnat | Championnat | Championnat | Championnat | Championnat | Championnat | Coupe           | Coupe      | Coupe | Coupe | Coupe | Coupe | Coupe |
| Saison    | Saison       | Comp.                 | Class.      | M           | Pts         | Ess.        | Buts        | Dp.         | Comp.           | Class.     | M     | Pts   | Ess.  | Buts  | Dp.   |
| --------- | ------------ | --------------------- | ----------- | ----------- | ----------- | ----------- | ----------- | ----------- | --------------- | ---------- | ----- | ----- | ----- | ----- | ----- |
| 1934-1935 | XIII Catalan | Championnat de France | 6e          | ?           | -           | -           | -           | -           | Coupe de France | Finaliste  | ?     | -     | -     | -     | -     |
| 1935-1936 | XIII Catalan | Championnat de France | Vainqueur   | ?           | -           | -           | -           | -           | Coupe de France | 1/4 finale | ?     | -     | -     | -     | -     |
| 1936-1937 | XIII Catalan | Championnat de France | Finaliste   | ?           | -           | -           | -           | -           | Coupe de France | Finaliste  | ?     | -     | -     | -     | -     |
| 1937-1938 | XIII Catalan | Championnat de France | 1/4 finale  | ?           | -           | -           | -           | -           | Coupe de France | 1/2 finale | ?     | -     | -     | -     | -     |